# Giải bóng đá vô địch quốc gia Guam 1997
Thống kê của Giải bóng đá vô địch quốc gia Guam mùa giải 1997.

## Tổng quan
Tumon Soccer Club giành chức vô địch.